# Wilfrid (évêque de Worcester)
Pour les articles homonymes, voir Wilfried.
Wilfrid ou Wilfrith est un prélat anglo-saxon de la première moitié du VIIIe siècle.

## Biographie
Wilfrid devient évêque de Worcester en 718, après la mort d'Ecgwine. Il figure dans la liste des évêques d'Angleterre actifs en 731 que dresse Bède le Vénérable dans le dernier chapitre de son Histoire ecclésiastique du peuple anglais en tant qu'évêque du peuple des Hwicce.
La mort de Wilfrid pourrait avoir eu lieu le 29 avril 744, mais une fourchette entre 743 et 745 est retenue par les historiens contemporains.